# (9228) Nakahiroshi
(9228) Nakahiroshi – planetoida z pasa głównego okrążająca Słońce w ciągu 5 lat i 150 dni w średniej odległości 3,08 j.a. Została odkryta 11 lutego 1996 roku w obserwatorium Ōizumi przez Takao Kobayashiego. Nazwa planetoidy pochodzi od Hiroshiego Nakanishi (ur. 1936), japońskiego astronoma amatora. Przed nadaniem nazwy planetoida nosiła oznaczenie tymczasowe (9228) 1996 CG1.